# Ole Tage Hartmann
Ole Tage Hartmann (* 20. April 1936 in Nykøbing Sj Sogn; † 26. Oktober 2024) war ein dänischer Schauspieler.

## Leben
Ole Tage Hartmann besuchte von 1961 bis 1964 die Staatliche Theaterschule in Kopenhagen, wo er seine Schauspielausbildung absolviert hatte. Im Jahr 1965 hatte er als Darsteller am Aalborg-Theater sein Bühnendebüt. Danach gastierte er auch am Aarhus Teater, am Odense Teater, am Folketeatret, am Betty Nansen-Theater und am Königlichen Theater Kopenhagen. Er wirkte in mehreren Filmen und Fernsehserien mit.
Ole Tage Hartmann war mit der Schauspielerin Lis Hartmann verheiratet. Die Ehe blieb kinderlos.

## Filmografie
- 1953: Flojtespilleren
- 1962: Mutter Courage og hendes born
- 1970: Efteraber
- 1971: Kom sigojner
- 1972: Studentenfutter – Nicht nur Studenten naschen gern (Rektor på sengekanten)
- 1972: Manden pa Svanegarden
- 1977–1980: Ein Haus in der Provinz (En by i provinsen, Fernsehserie)
- 1978–1982: Die Leute von Korsbaek (Matador, Fernsehserie)
- 1981: Die Olsenbande fliegt über die Planke (Olsen-bandens flugt over plankeværket)
- 2006: Sange fra baggrunden